# Базилевский, Павел Леонтьевич
Павел Леонтьевич Базилевский — советский военный и государственный деятель, генерал-лейтенант.

## Биография
Родился в 1907 году в селе Волчинец. Член КПСС.
В РККА с 1929 года.
Окончил Военно-политическую академию.
Участник советско-финской войны.
Участник Великой Отечественной войны: заместитель начальника V отдела ГлавПУРККА, и.д. военного комиссара 33-й стрелковой дивизии, член Военного Совета 34-й армии, начальник политического отдела 11-го гвардейского стрелкового корпуса, начальник политического отдела 1-й Гвардейской армии
В 1945—1958 — политработник в Советской армии.
Умер в 1967 году.

## Награды
- Орден Ленина

- Орден Красного Знамени (1940, 1941, 1942, 1943)
- Орден Богдана Хмельницкого II степени (1945)

- Орден Отечественной войны I степени (1943)
- Орден Отечественной войны II степени (1943, 1944)

- Орден Virtuti Militari 5 степени